# Intel DX2

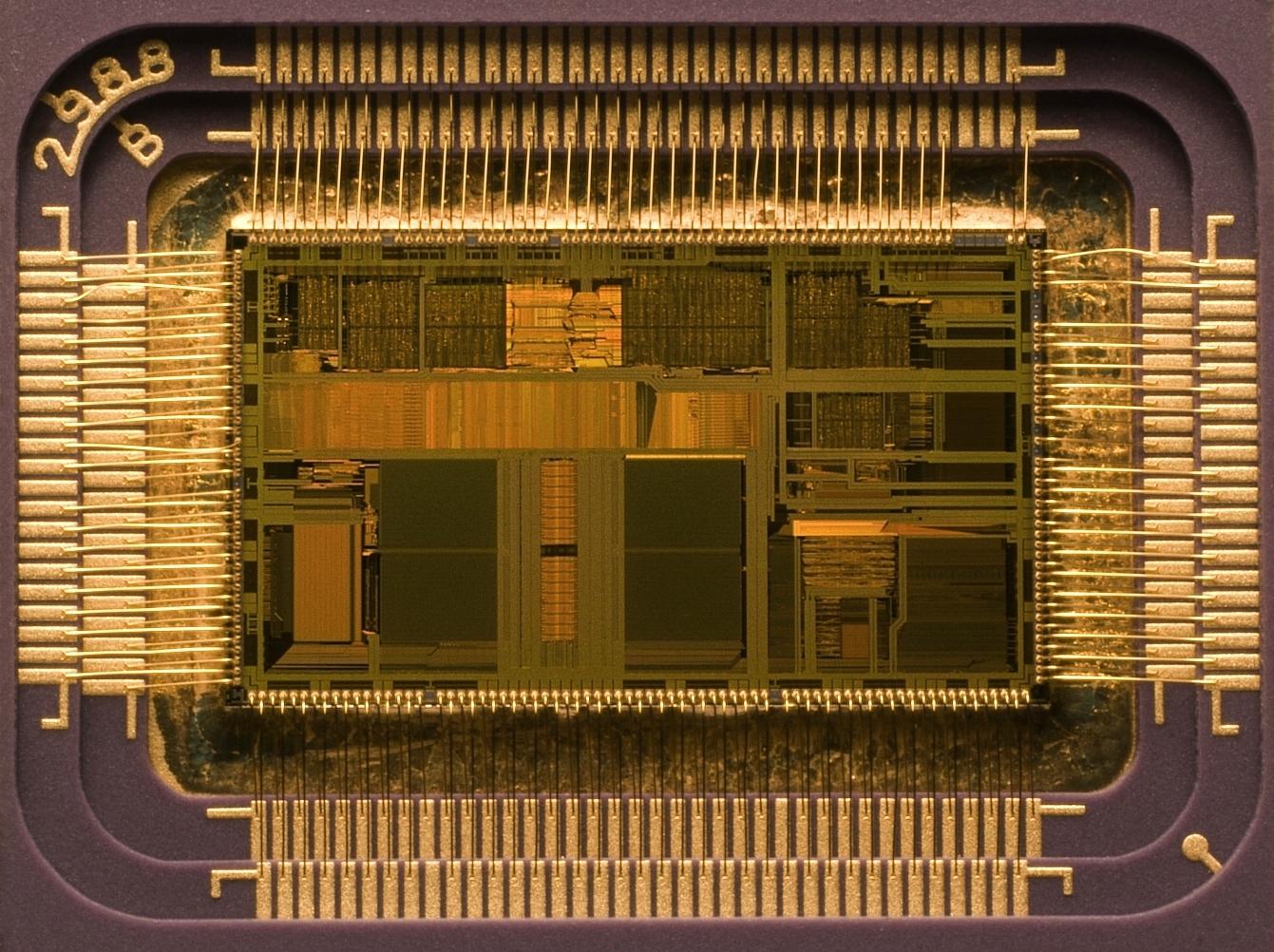
i486DX2 CPU-kern

De Intel i486DX2, volgens de geruchten 80486DX2 (later omgedoopt tot IntelDX2) is een CPU geproduceerd door Intel die voor het eerst werd geïntroduceerd in 1992. De i486DX2 was bijna identiek aan de i486DX, maar had een extra klokvermenigvuldigingscircuit. Het was de eerste chip die gebruik maakte van klokverdubbeling, waarbij de processor twee interne logische klokcycli per externe buscyclus uitvoert. Een i486 DX2 was dus aanzienlijk sneller dan een i486 DX met dezelfde bussnelheid dankzij de 8K on-chip cache die de langzamer geklokte externe bus overschaduwde.
De i486DX2-66 was begin tot midden jaren 90 een erg populaire processor voor liefhebbers van videogames. Vaak gekoppeld aan 4 tot 8 MB RAM en een VLB-videokaart. Deze CPU was in staat om vrijwel elke beschikbare gametitel te spelen vele jaren na de release, tot aan het einde van het MS-DOS-gametijdperk, waardoor het een "sweet spot" was in termen van CPU-prestaties en levensduur. De introductie van 3D-graphics betekende het einde van het  hoogtepunt van de 486, vanwege hun intensieve gebruik van drijvendekommaberekeningen en de behoefte aan snellere cache en meer geheugenbandbreedte. Ontwikkelaars begonnen zich bijna uitsluitend te richten op de P5 Pentium-processorfamilie met x86-assembleertaaloptimalisaties, wat leidde tot het gebruik van termen als Pentium-compatibele processor voor softwarevereisten. Er was ook een i486DX2-50-versie beschikbaar, maar omdat de bussnelheid 25  MHz was in plaats van 33 MHz, was dit een veel minder populaire processor.
Er zijn twee hoofdversies van de DX2 - geïdentificeerd door P24 en P24D, waarbij P24D een snellere L1-cachemodus heeft, "write-back" genaamd, die de prestaties verbetert. De originele P24-versie bood alleen de langzamere "write-through" cachemodus aan. AMD en Cyrix hadden beide een concurrent voor de Intel i486DX2.

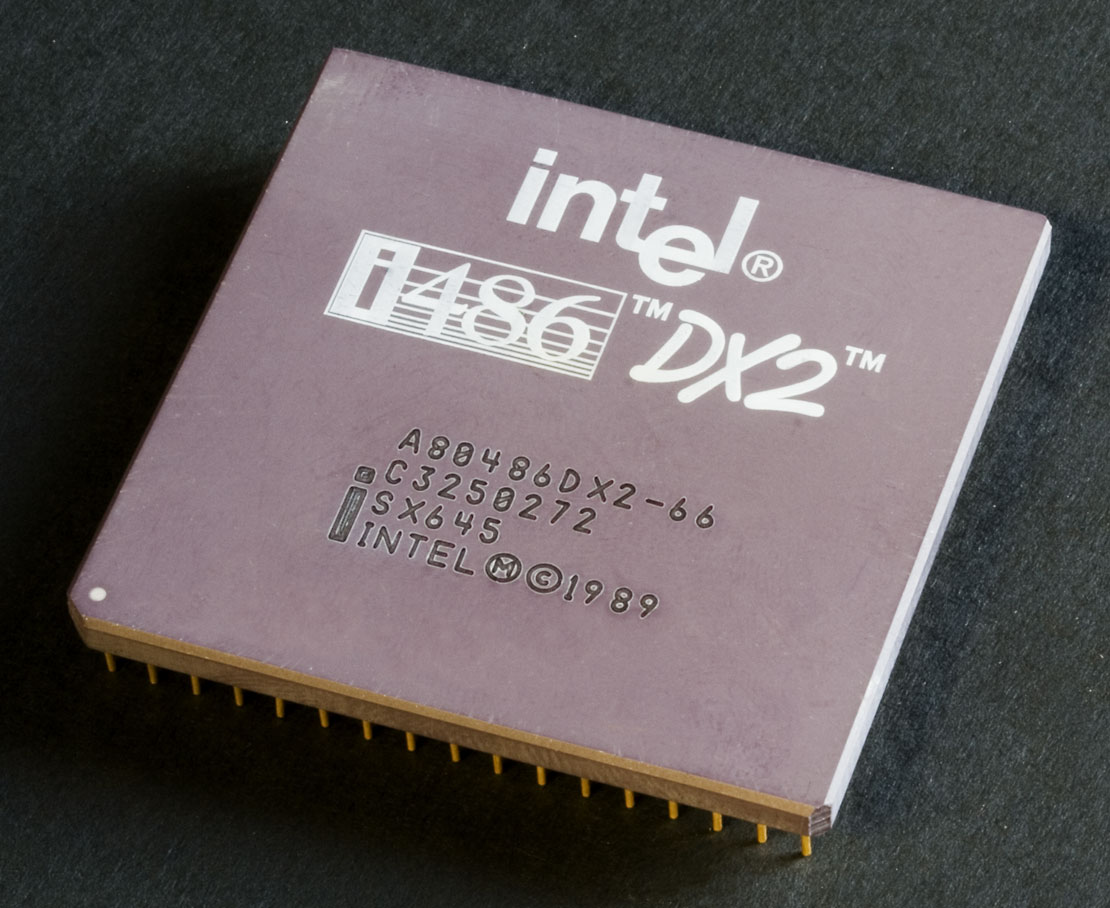
EenIntel i486DX2-66 Microprocessor, bovenaanzicht.

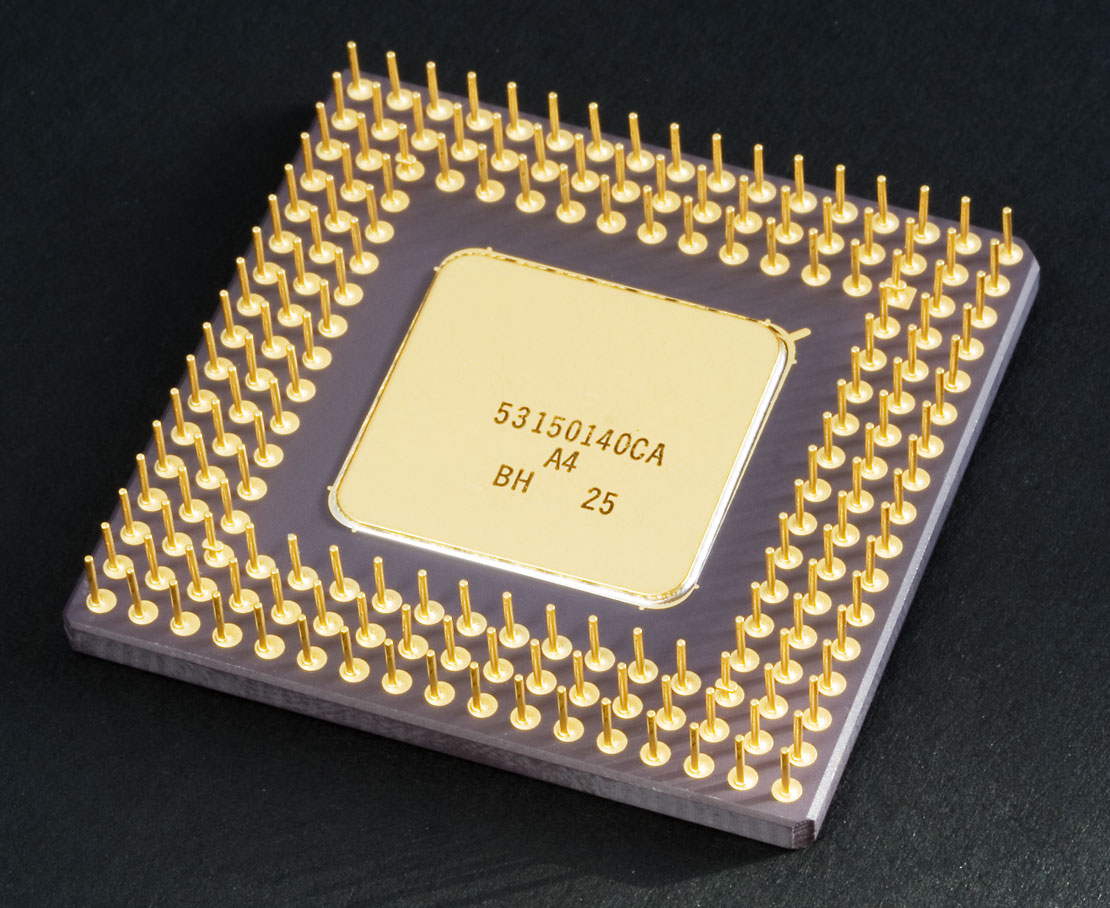
Het onderaanzicht met vergulde pinnen zichtbaar.

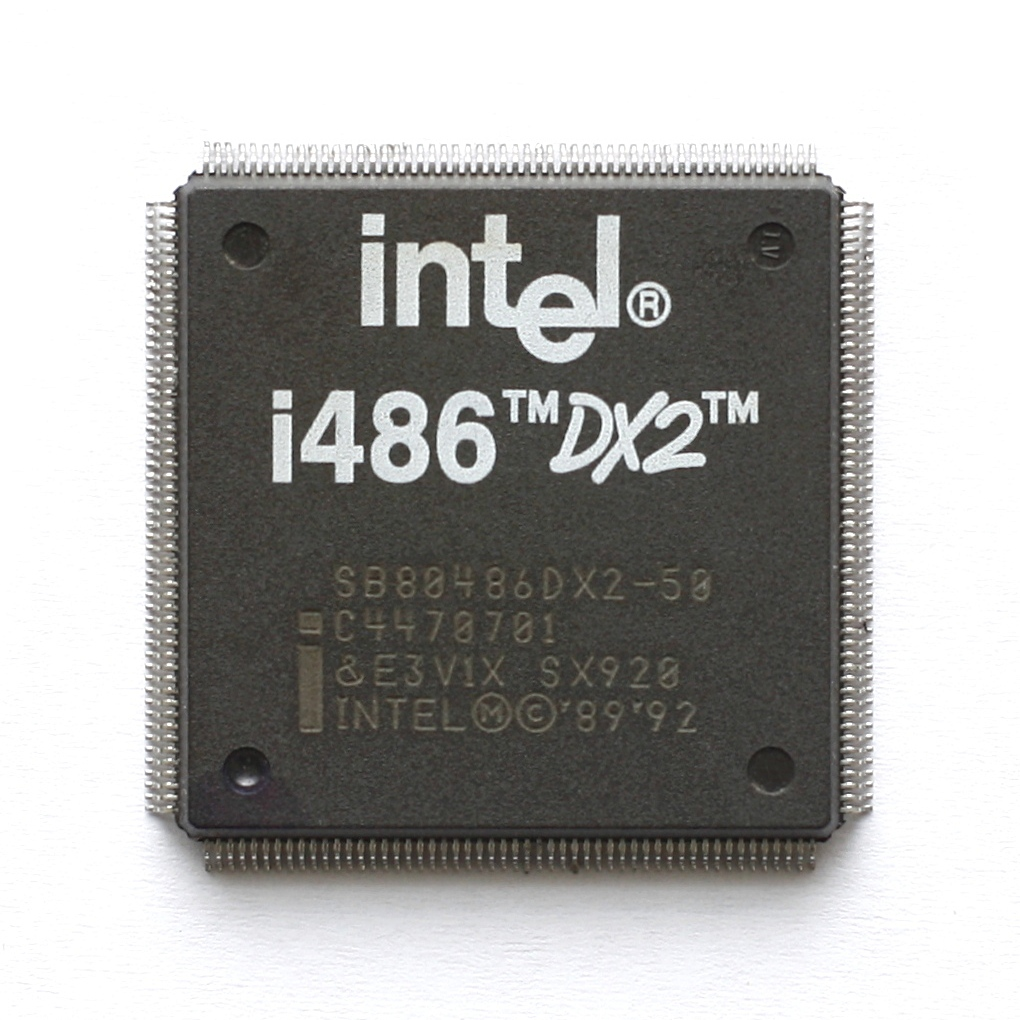
Geïntegreerde i486DX2 (SL-verbeterd, SQFP-versie).